# Autriche au Concours Eurovision de la chanson 1978
L'Autriche a participé au Concours Eurovision de la chanson 1978 le 22 avril 1978 à Paris, en France. C'est la 17e participation de l'Autriche au Concours Eurovision de la chanson.
Le pays est représenté par le groupe Springtime et la chanson Mrs. Caroline Robinson, sélectionnés en interne par l'ORF.

## Sélection interne
Le radiodiffuseur autrichien, Österreichischer Rundfunk (ORF), choisit en interne l'artiste et la chanson représentant l'Autriche au Concours Eurovision de la chanson 1978.
Lors de cette sélection, c'est la chanson Mrs. Caroline Robinson, interprétée par le groupe Springtime, qui fut choisie. À l'Eurovision, le groupe est accompagné du chef d'orchestre Richard Oesterreicher.
| Ordre | Artiste    | Chanson                | Langue   |
| ----- | ---------- | ---------------------- | -------- |
| 1     | Springtime | Mrs. Caroline Robinson | Allemand |

## À l'Eurovision

### Points attribués par l'Autriche
| 12 points | France      |
| 10 points | Suisse      |
| 8 points  | Israël      |
| 7 points  | Espagne     |
| 6 points  | Irlande     |
| 5 points  | Royaume-Uni |
| 4 points  | Belgique    |
| 3 points  | Grèce       |
| 2 points  | Danemark    |
| 1 point   | Monaco      |

### Points attribués à l'Autriche
| 12 points | 10 points | 8 points             | 7 points   | 6 points    |
| --------- | --------- | -------------------- | ---------- | ----------- |
|           |           |                      |            |             |
| 5 points  | 4 points  | 3 points             | 2 points   | 1 point     |
| - Suède   |           | - Portugal - Turquie | - Danemark | - Allemagne |

Springtime interprète Mrs. Caroline Robinson en 19e position lors de la soirée du concours, suivant Israël — pays vainqueur de l'Eurovision 1978 par la suite — et précédant la Suède.
Au terme du vote final, l'Autriche termine 15e sur les 20 pays participants, ayant reçu 14 points au total, provenant de cinq pays,.